# Ocinebrina corallinoides
Ocinebrina corallinoides is een slakkensoort uit de familie van de Muricidae. De wetenschappelijke naam van de soort is voor het eerst geldig gepubliceerd in 1912 door Pallary.